# Maures Darmanko

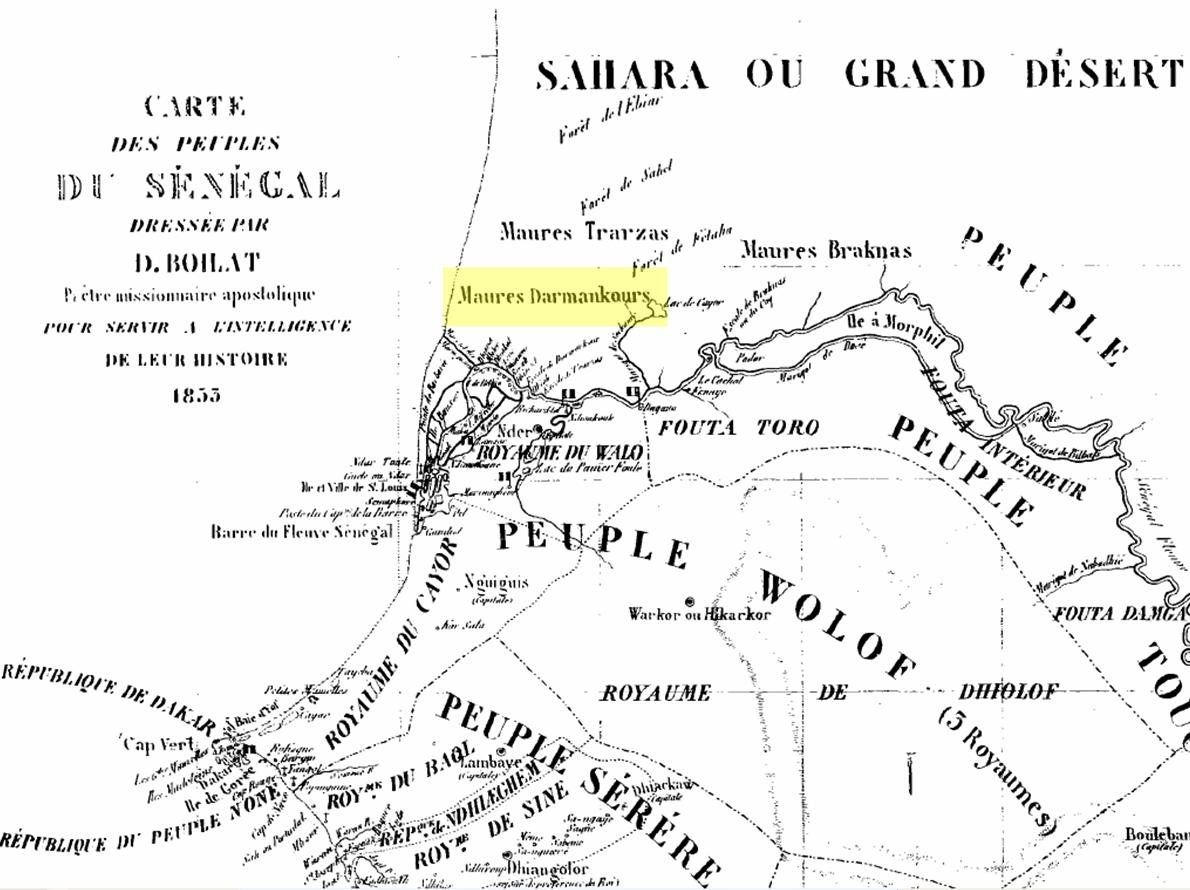
Localisation des Maures Darmanko sur une carte de l'Abbé Boilat (1853)

Les Maures Darmanko (parfois appelés Darmankours dans les récits français d'autrefois) font partie de la grande communauté des Maures qui sont aujourd'hui répartis entre le Maroc, le Sahara occidental, l'Algérie, la Mauritanie, le Sénégal, le Mali, et le Niger. 
Les Darmanko sont particulièrement nombreux au Sénégal, où ils sont appelés Naar ou "Naaru Kajoor" (maures du Kayor), Naar signifiant Arabes ou Maures en wolof.

## Histoire
Les Maures sont à l'origine du mouvement fanatique guerrier musulman almoravide qui regroupait plusieurs fractions d'origine berbère : les Sanhadja, les Lemtuna, les Zénètes. À son apogée, ce mouvement éphémère né au XIe siècle dominait le sud de l'Espagne, le Maroc, la Mauritanie, jusqu'aux rives de la vallée du fleuve Sénégal où était situé le royaume du Tekrour. 
Ceux-ci ont participé à la chute de l'empire du Ghana, en Afrique de l'Ouest, mais n'en sont pas les véritables responsables. Contrairement à ce que beaucoup pensent, les Almoravides ne sont pas à l'origine de l'introduction de l'islam en Afrique de l'Ouest. Ce sont les commerçants arabo-berbères qui, bien avant les Almoravides, introduisirent cette religion en Afrique. Ces commerçants arabo-berbères convertiront les différentes ethnies noires, en premier les Toucouleurs du Tekrour, ainsi que les Soninkés qui étaient à cette époque les maîtres de l'empire du Ghana, qui allaient à leur tour diffuser l'islam soit pacifiquement, soit par le biais du djihad.

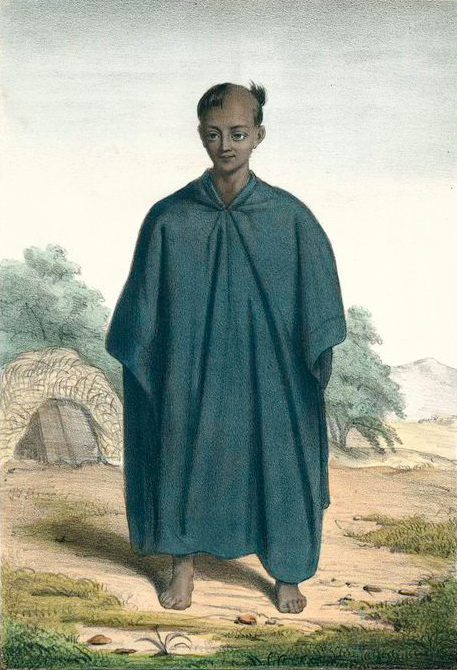
« Jeune Maure, Darmenkour » (aquarelle du père Boilat (1853)

Les Darmanko sont originaires de Mauritanie. D'après les traditions orales[réf. nécessaire] de leur communauté, ils seraient les descendants d'Ayoba Lansar. 
Dans l'histoire de l'islam, Ayoba Lansar est l'homme qui accueillit le prophète Mahomet, lors de son arrivée à Médine[réf. nécessaire], ville dont Lansar était le chef. Seules leurs traditions orales relatent cette origine.
Les Darmanko ont tenu un grand rôle dans l'histoire du Sénégal, pays où ils sont installés depuis des siècles. Ils y étaient le plus souvent marabouts musulmans ou commerçants, en particulier de la gomme arabique.
Jadis dans le royaume wolof du Cayor où ils étaient appelés Naari kajoor, (Maure du Cayor), ceux-ci ont intégré l'aristocratie, en tant que conseiller à la cour, serviteur, ou le rang des castés. Au Cayor, le représentant des Maures portait le titre de Bëcc.  Les Naari Kajoor de la cour royale du Cayor, étaient comme la plupart des wolofs de l'époque, de religion Tiédos. Ceux-ci  prenaient le nom de Maure Dar-Sakete, pour se distinguer des Dar-Manko musulmans.    
Aujourd'hui les Darmanko, qui pratiquent pour beaucoup l'endogamie, sont métissés avec les diverses ethnies voisines, notamment wolofs et peuls. Physiquement, les Darmanko avaient à l'origine le teint basané, les yeux noisette, la chevelure bouclée, que beaucoup d'hommes portaient longs, encore aujourd'hui. Les métissages étant fréquents depuis des décennies, beaucoup ont aujourd'hui le teint plus ou moins noir et la chevelure plus ou moins crépue. Beaucoup ne se démarquent pratiquement plus des Wolofs dont tous en parlent la langue, et n'ont de darmanko plus que le patronyme, et parfois quelques traits physiques. En effet beaucoup de Darmanko sont devenus Wolofs, ont intégré leur système social et adopté leur langue que tous parlent. Ce phénomène de wolofisation, concerne aussi les Mandingues, les Peuls, les Sérères, ainsi que d'autres peuples.

## Organisation sociale
Les Maures Darmanko représentent l'un des nombreux sous-groupes maures, tels que les Trarza, les Kounta, les Brakna ou les Dowiche.
Les diverses tribus maures sont elles-mêmes regroupées en deux grands groupes : les Zaouias ou Tolba, groupe maraboutique, religieux, et les Hassans groupe guerrier. La société maure est issue du métissage entre les Arabo-berbères et les Noirs. Les Maures blancs, d'origine arabo-berbère, sont appelés beydane ou bidan, alors que les Maures noirs et métis – bien plus nombreux que les premiers – sont appelés haratins. Les haratins seraient pour beaucoup d'origine bambara. Les autres ethnies noires non maures sont appelées kouwar, notamment les Halpulaar'en (toucouleur et peul), les Wolofs, les Soninkés, etc. Aujourd'hui les Beydane sont en priorité les descendants des Arabes ayant conquis la Maurétanie au XVIIe siècle. C'est avec la conquête arabe que les autochtones africains qui dominaient la société maure, allaient régresser dans la hiérarchie, ce sont les haratins d'aujourd'hui. Depuis cette époque de la conquête arabe, la communauté beydane dominante, ne cesse sa politique d'arabisation envers les haratins et les autres populations africaines.     
Les beydane, sont les plus haut placés dans la hiérarchie : ils représentent la noblesse. Les beydanes sont cependant aussi métissés, beaucoup de beydanes de grande tente (faisant partie de la noblesse) ont des mères wolof, peules, toucouleur ou soninké.  Les haratins se situent au bas de l'échelle et beaucoup d'entre eux sont des descendants d'esclaves des beydane, capturés lors des razzias. En Mauritanie, certaines familles maures beydane pratiquent toujours l'esclavage. Les esclaves appelés Abid naissent dans les familles et font partie de l'héritage familial. De nombreux dispositifs de lutte contre cette pratique ancestrale ont été mis en place, et l'esclavage diminue chaque année.
Depuis toujours, beaucoup de Maures pratiquent l'élevage de dromadaires, de chèvres, et ont un mode de vie nomade, ils habitent dans des tentes. Ils sont aussi commerçants dans les grandes villes d'Afrique de l'Ouest, en particulier à Dakar, Bamako, Conakry, etc. Les Maures artisans sont les mallem, ils sont forgerons, cordonniers et boisseliers. Il y a aussi les griots maures, les Igaoun, spécialistes des chants épiques, guerriers et amoureux, guitaristes, généalogistes, historiens, mais d'une façon générale tous peuvent faire de la musique. Les nobles ne dansent pas, ce sont les serviles qui étaient chargés de danser de façon acrobatique lors des festivités. La société maure est très proche, historiquement et culturellement, de celle des Touaregs, ou Tamachek.

## Langue
Les Maures Darmanko parlent le dialecte hassaniyya, où l'on remarque de nombreux mots empruntés au wolof, au français, au soninké, etc. Cette langue s'est créée à partir de celle des Banu Hassan d'origine arabe (Bédouins), et de celle des Berbères Sanhadja.

## Patronymes
Les Darmanko portent les patronymes suivants : Touré, Fall, Aidara, Abbas, Amar, Hadj, Chérif, Diagne, Dieng,Enndoy, Taabane, Kounta, Sougou, Diakhoumpa, Sady, Tandiné, Nar, Koundoul, Goumbala, Babou, Tambedou, Sabara, Sambo.
D'autres familles non Darmanko se sont ajoutées à eux, raison pour laquelle on peut trouver d'autres noms.
Dans la société wolof, chez les geers qui représentent la classe des nobles et non castés, ou Nyenyo artisans castés, des familles portent des patronymes darmanko, notamment Sady, Diakhoumpa, Coundoul, Babou, Hadj, etc.

## Religion
Les Darmanko, tous musulmans, appartiennent aux confréries islamiques soufi : mouride, qadiriyya, tidjaniya. 
Avec les Toucouleurs et les Soninkés, les Darmanko furent également des propagateurs de l'islam au Sénégal. Cheikh Ahmadou Bamba Mbacké, originaire du Baol, créateur du mouridisme, reçut un grand soutien de la communauté darmanko. C'est pourquoi il y a de fortes communautés darmanko dans la région de Diourbel, située dans l'ancien Baol, l'un des hauts lieux du mouridisme. De manière générale, les Darmanko sont répartis sur tout le territoire sénégalais.